# Benediktinski samostan i crkva Sv. Duha u Nuštru
Benediktinski samostan i crkva Sv. Duha bili su samostan i crkva benediktinaca na mjestu današnjeg Nuštra. Oboje su bile posvećeni Duhu Svetomu.
Samostan se razvio na velikom vlastelinskom imanju, nastalom iz sitne jobagionske zemlje pored Vuke, Ervenice i Bosuta. Od tri velika vlastelinska imanja nastala na tom području bio je i posjed benediktinskog samostana Svetog Duha. Benediktinci nisu posjed dobili u jednom komadu, nego u četiri skupine na različitom zem1jištu. Ovuda su prolazile državne ceste i održavali su se župski sajmovi, od kojih najveći baš na Duhove.
Pretpostavlja se da je samostan bio podignut prije župske organizacije, oko 1150. a možda i prije, jer se kod župske organizacije nije osjetila dioba na samostane koji su u ovom kraju bili podizani u približnom vremenu. Samostani su bili podijeljeni na principu arhiđakonata. Vukovska župa, pripadala je pečuškoj biskupiji kojoj je pripadao ovaj samostan. Ovdje su arhiđakonati osnivani povremeno u prvom desetljeću 11. st., prije župske organizacije.  Poznata je činjenica da je oko 1150. podignut samostan u Banoštru, a on je bio ili uzrok podizanja ostalih samostana u okolini, ili je on osnovan već kao posljedica njihova postojanja.
Papa Inocent III. posredovao je u pismu u parnici između opata i monaha Sv. Duha (Sancti Spiritus de Wolko) i viteškog reda sv. Ivana (križonošaca). Prema M. Paviću, Inocentovo pismo datira iz 1216. godine. Spor se nastavio i dalje te se 1255. godine spominje gdje papa Honorije III. posreduje u toj parnici. Samostan je dobio pridjevak "de Wolko" po arhiđakonatu gdje se nalazio. Spominje ga više dokumenata starih vremena, bačkog kaptola 1263., pečuškog kaptola 1267., 1311. godine dokument kojem se mjesto nastanka navodi "kod samostana Sv. Duha", u spisu iz 1327. u pred bosanskim Kaptolom udova Katarina zalaže jedan dio svoga posjeda, 1358. hrvatsko-ugarski kralj Ljudevit potvrđuje svoju povelju iz 1347. glede nekih mlinova na Vuki, zatim dva dokumenta iz 1377. itd.
Središte benediktinskog posjeda bilo je u samom samostanu. Samostan je bio podignut na najljepšem i najpodesnijem položaju Donjega Povučja, na visokoj desnoj obali Vuke pored ušća Ervenice, na zemljištu koje je zbog svoje visine gospodarilo cijelom okolinom (100 m apsolutne visine), današnjem lokalitetu "Zidina". Uska prodolica nalazila se s jedne strane. Crkva je bila pored samostana. U to vrijeme nije bilo snažnijeg naselja svog imena. Posljedično samostan nije dobio ime po području, nego područje po samostanu. Od "monasterium" nastalo je "monoštor" ili "monuštor". Starosjedilački Hrvati stvorili su svoj oblik "monuštor". Naglasak imena bio je na srednjem slogu. Oblik se zadržao sve do osmanskih osvajanja. Tijekom osmanske vlasti otpao je slog ispred naglaska i tako je nastao oblik "nuštar", koji je zabilježen već u 16. i 17. st. Kmetsko naselje oko samostana rano je nestalo. Nije bilo tik uz samostan, nego na nižem tlu, podalje od samostana, u pravcu današnjeg sela.
Samostan je trpio i bez osmanskih osvajanja. Stradao je zbog neodanosti vukovskih benediktinaca kralju Karlu Robertu, pa je već pretkraj prve polovice 14. st. cijelo imanje zajedno sa samostanom kralj je darovao plemiću Nikoli Berzete. Uvelike stradao u 14. i 15. st. u vrijeme velikih unutarnjih borbi za prijestolje. I benediktinci i posjednici Berzete stali su na stranu kralja Žigmunda, a to su iskoristili okolni protivnici koji su ih napadali i pustošili. Iza izumrlih Berzeta posjed su stekli Gorjanski, a protivnici suse nastavili osvećivati njima. U pustošenju u početku 15. st. samostan je skoro sasvim bio porušen. Uništene su i gospodarske zgrade i stoka na svim samostanskim i plemićkim imanjima. Smirenjem prilika Gorjanski dobili su patronatstvo nad benediktincima te su započeli obnavljati samostan. Godine 1422. redovnici ponovno su u samostanu. Obnovljeni je samostan bio velikih razmjera i od kamena. Pokrio je cijelu visoku ravninu iznad Vuke. Gorjanski su pored samostana podigli i veličanstvenu crkvu, oblika bazilike s tri lađe i dva tornja. Stajala je na samoj visokoj obali Vuke. Samostanska crkva bila je od kamena i čvrste hrastove građe.
1526. godine kraj osvajaju Turci, a benediktinci bježe. Kaniški paša Alija Sokolović je htio iskoristiti izvrsnu građu crkve za svoje svrhe, od nuštarskoga spahije kupio je crkvu 1610. godine te poslao ljude koji su počeli ju rušiti. Okolni katolici su to vidjeli i otišli kadiji u Vukovar i žalili se zbog rušenja. Crkva je spašena, a veliku ulogu oko spašavanja odigrao je i don Šimun Matković. Zbog toga je preživjela osmansku vlast. Još je bila u dobrom stanju 1720. godine, osim lošeg krova. Katolici iz Nuštra i okolnih sela pokapali su mrtve oko nje. Alija Sokolović po svemu sudeći je porušio samostan.
Radi gradnje vlastelinskog dvora i gospodarskih zgrada, austrijski arhitekt i opkoparski pukovnik Maximilian Eugen Gosseau d'Henef porušio je ostatke benediktinskog samostana i crkve Sv. Duha.
Samostan je srušen vjerojatno za osmanskih vremena. Spomenici katoličke organizacije iza turskoga vremena ne spominju ga u popisu 1702., ali im je poznato da je tu nekad bio samostan i da su ostatci građevine vidljivi. Samostan je iza odlaska benediktinaca ostao nenastanjen i bez upotrebe.
Crkva je srušena je 1726. godine. Srušio ju je Gosseau. Još 1729. godine bili su vidljivi ostatci svetišta i zidova. Na njima su bile gotičke slike svetaca. Tad su izmjerili dimenzije porušene crkve: dužina 42 orgije (74,76 m), a širina 18 orgija (32,04 m), pri čemu je 1 orgija= 1,78 m. Radi zametanja traga crkvi i samostanu Gosseau je pokušao promijeniti ime Nuštar u "Ivanici", no to mu nije uspjelo.